# Via nigroestriatal
Inicia-se na área tegumentar ventral (ATV), pertencente à formação reticular e à substância negra do mesencéfalo.
Na substância negra origina-se a via nigro-estriada ou nigroestriatal, que termina no corpo estriado, sendo muito importante o controle da atividade motora somática.
As lesões dessa área dão origem à Doença de Parkinson.
Medicamentos que diminuem ou inibem a atividade esta área causam sintomas de Parkinsonismo, que é composto por Rigidez muscular (sinal da roda denteada), bradicinesia e instabilidade postural.